# Dino Barsotti
Dino Barsotti   (Liorna, 1 de gener de 1903 - valor desconegut, 12 de juny de 1985) va ser un remer italià que va competir durant les dècades de 1920 i 1930.
El 1932 va prendre part en els Jocs Olímpics de Los Angeles, on guanyà la medalla de plata en la competició del vuit amb timoner del programa de rem. Quatre anys més tard, als Jocs de Berlín, revalidà la medalla de plata en la prova del vuit amb timoner.
En el seu palmarès també destaquen quatre medalles al Campionat d'Europa, una d'or i tres de plata.